# اخمان
اخمان (به لاتین: Akhman) یک منطقهٔ مسکونی در قرقیزستان است که در جلال‌آباد واقع شده‌است.

## خصوصیات
اخمان ۷۱۶ متر بالاتر از سطح دریا واقع شده‌است.